# Jamesbrittenia acutiloba
Jamesbrittenia acutiloba är en flenörtsväxtart som först beskrevs av Pilger, och fick sitt nu gällande namn av O.M. Hilliard. Jamesbrittenia acutiloba ingår i släktet Jamesbrittenia och familjen flenörtsväxter. Inga underarter finns listade i Catalogue of Life.